# マスターオブモンスターズ
『マスターオブモンスターズ』 (Master of Monsters) は、1988年にシステムソフトより発売されたパーソナルコンピュータ（PC-8800シリーズ）用ゲームソフトとして発売されたファンタジーウォー・シミュレーションゲームである。
この項目では同作品の原型となった「ファンタジーナイト」シリーズについても記述する。

## 概要
本作は、システムソフトの看板作である現代戦ウォーシミュレーションゲーム『大戦略』（1985年）シリーズにファンタジー要素を取り入れたものであり、同シリーズの派生作である。ヘックスにより構成されたマップ中において、モンスターを召喚し戦力とし、敵マスターを撃破することを最終目標とするファンタジー・ウォーシミュレーションゲームである。
以降は9801シリーズ、Windows用ゲームとして制作された。
シリーズの原型としては、大戦略のファンタジー版ともいえる『ファンタジーナイト』（1987年11月発売、PC-98用）が存在する（後述）。

## ゲーム内容
PC-8800シリーズ版『マスターオブモンスターズ』は以下の特徴を備えているゲームであった。

### マスター
各陣営は大戦略における首都の代わりに、将棋の王将に相当する「マスター」というユニットを持つ。このユニットのHPが0になるとその陣営は滅亡する。移動は城・城郭・塔のみに限定され、移動速度は3である。HPは100で、回復できない。第一装備の格闘は弱いが、第二装備の魔法は強力である。
マスターは、ウォーロック、ソーサラー、ウィザード、ネクロマンサー、サモナーの5種類から選択する。複数の陣営が同じマスターを選択することも可能である。マスターにより、召喚可能なモンスター、後述する属性、召喚可能な精霊、攻撃方法、自身の各種属性攻撃に対する防御率に差異がある。移動の制約によりマスターが前線に出て戦えるマップは限られる。
マスターは1ターンに1回、MPを使用して（魔法により10～100）大魔法を使用できる。また、やはり1ターンに1回のみであるが、MPを40消費して精霊（ファイヤー、ウォーター、アース、エアー）を呼び出して任意の敵ユニットを攻撃可能であり、ごくまれにこれらの精霊の攻撃が成功すると敵に30程度のダメージを与えられる。各種、一発屋/小技使いと言う違いがある。ただし戦闘時は普通のレベル2モンスターの扱いであり、返り討ちに遭った上に敵に経験値を付与してしまう場合がある。
なお、マスターの中でもサモナーのみは若干扱いが特殊であり、第二装備が弓（他のマスターは雷）、全ての精霊を任意に召喚可能、天使と悪魔を両方召喚可能、ドラゴンを半額で召喚可能だが進化は不能、などの特徴がある。

### モンスター
モンスターはマスターの隣の場所に召喚できる。MPが必要で、さらに自軍が支配している塔の数と同数しか召喚できない。ただし塔の数が必要なのは召喚時だけで、召喚した後に塔を奪われても問題はない。モンスターを召喚できる箇所は、城郭、城壁、塔のみである。なお、召喚にかかるMPコストはモンスターにより異なり、LV1モンスターでは最低はリザードマンやレイスの10、最高はサーペントの81である。
マスター及びモンスターには、「LAW」、「NEUTRAL」、「CHAOS」という属性が設定されている。時間帯の概念（朝、昼、夕、夜）が導入され、1ターンを朝として毎ターン順番に変化する。属性「LAW」のモンスターは昼に攻撃力が上昇し夜に攻撃力が下がる。「CHAOS」はその逆である。「NEUTRAL」はどの時間帯でも同程度の攻撃力を発揮できる。
モンスターにはHP（ヒットポイント）、MP（マジックポイント）、移動力、移動タイプ/地形適正、召喚コストのほか、各種属性攻撃（物理、魔法、火炎、冷気）の防御率がパラメータとして設定されている。攻撃力は攻撃力×攻撃回数として表現され、ユニットによって一発屋、小技使いなどの特色が出ている。また、ファンタジーならではの極端な能力を持つモンスターが多い。（レイス：HPは低いが魔法属性以外の攻撃に対して70%の防御率。フェニックス：1回の戦闘でHPを0にしないと戦闘終了後にHPが全回復する。マンティコア：全ての攻撃に対して30%の防御率、等）。なお、空を飛べるモンスターは機動力は高いが地形による防御効果を得られない、海に潜った深海タイプのモンスターには通常攻撃がほとんど当たらない、など、地形と移動タイプによる特徴付けもかなり顕著であると言える。
モンスターの攻撃方法として第一装備（格闘）、第二装備（魔法または飛び道具）が設定されている。攻撃成功率は地形効果によって左右される。攻撃側が選択した装備に該当する装備が防御側にない場合には反撃出来ない。例えば第一装備（格闘）しか持たないクラーケンの場合、天使の第二装備（ホーリーサンダー）に対して反撃が出来ない。
モンスターは戦闘を経験する、もしくは敵モンスターを殺害すると経験値を得られる。これがモンスターごとに設定された値まで貯まると進化する。進化すると、進化前のモンスターは召喚できなくなる。モンスターの進化レベルは初期を含め最高で3段階あり、どの程度まで進化可能かはモンスターに依存し、全く進化できないモンスターも存在する。なお、自分より進化レベルの高いモンスターを殺害すると、莫大な経験値を得られる。精霊はレベル2扱い、マスターはレベル3扱いである。

### その他
- 設定により、敵のターンでは敵ユニットの移動は表示されず、戦闘シーンしか表示されないようにできる。
- 視界の概念があり、双方のモンスターが接近しないと存在を確認できない。設定により全て見えるようにできる。
- ゲーム中のBGMは無し。効果音のみ再生される。エンディングではテーマ曲が流れる。
- マスターは毎ターン、MPが50～100ポイント回復する。この量はマップ、難易度で決定される。
- 全8マップを戦い抜くキャンペーンモード（使用可能なマスターはウォーロックのみ）を搭載。進化させたモンスターは次のマップから自由に召喚可能。新キャンペーン（使用可能なマスターはサモナーのみ）&マップ集も発売された。
- 一部機種では『スーパー大戦略』とマップデータの互換性が有り、読み込む事が一応可能。
- マスター選択時に隠しコマンドにより、「マスターズ」「ジャイアンツ」「ファイターズ」「ドラゴンズ」「天と地と」「鳥・鶏・酉」「大海原の神秘」など、隠しマスターを選ぶことができた。マスター名の特徴に合致するモンスターを召喚できる。隠しモンスターのマッドドラゴンは、マスターズのみが召喚可能。
- マップ作成モードがあり、自身でオリジナルのマップを作りプレイできる。

## マスターオブモンスターズ〜暁の賢者達〜

### 概要
ファンタジー世界を舞台に、召喚したモンスターを戦わせるシミュレーションゲーム。PS版として移植され、基本的なスタイルを崩さずストーリー性とビジュアル面が強化された。アイロスという主人公が設定され、その協力者として6人のマスターから1人を選ぶ形になった。また重厚なストーリーを盛り上げる演出として面と面の間にビジュアルシーンが挿入されている。ゲームモードは3種類。連続するシナリオで構成され、モンスターを次のMAPへと引き継げるストーリーモード、好きなMAPを選んで楽しめるマップモード、2人から4人まで同時プレイが可能なVSモードが用意されている。

### ストーリー
異常天才・ガイアは、その強大な魔力とカリスマ性により、すでに天上界での地位が約束されていた。あるとき天上界では、地上界とその下の煉獄界の動きに危惧を抱き、調査のためにガイアと6人の弟子を派遣する。だがその途中、突如ガイアは天上界に反旗をひるがえし、煉獄界のモンスターを召喚し地上界を恐怖に陥れる。

### 登場人物
マスター達は元々ガイアの弟子だったが、ガイアの地上制圧に異議を唱えたところ、魔法の塔に封印されてしまった。PS版ではプレイヤーは少年アイロスとなって天上界から送り込まれたペンダントを使ってサモナー・ジャスティス・シャドウマスター・ウォーロック・フォーチュナー・ネクロマンサーの６人の中から１人のマスターを呼び出すことになる。どのマスターも個性豊かでアイロスへの接し方もそれぞれ異なる。また選んだマスターによって初戦で戦うマスターと終盤に戦うマスターが固定されていて決まる。SS版とはキャラデザインが変更され、別キャラの英雄や敵として流用されているキャラも多い。
サモナー
少女マスター。アイロスをご主人様と呼んで健気についてくる。SS版とは容姿が変更。SS版の女性のデザインは「英雄サブリナ」となった。
ジャスティス
孤高の女性マスター。己の信じる正義を貫く。SS版とは性別と容姿が大幅に変更。SS版の男性のデザインは「英雄デズモンド」となっている。
シャドウマスター
冷静沈着な男性マスター。すべての面でバランスのとれた能力を持つ。SS版の仮面をつけていたデザインは敵として霧を発生させゲームシステムで視界を遮るようになった。
ウォーロック
自信家で皮肉屋な少年マスター。見た目とは異なり何度も転生していて自らを老人といってもいい年と明かされる。SS版は記憶喪失であり儚げな印象があったが変更された。
フォーチュナー
美の女性マスター。アイロスには斜に構えた姐御のように接する。SS版はヴェールで口元を隠し神秘的な印象があったが印象が変わった。
ネクロマンサー
熱血漢のマスター。アイロスに対して気さくな父親のように接してくる。
ブリギット
天空の覇者のマスター。アイロスに理想王国の建設を持ちかけるが…後に必ず敵対することになる。
デズモンド
1人で100人の戦士を葬ったアースランドの伝説に登場する英雄。

## 他機種版
| No. | タイトル                                                                     | 発売日                              | 対応機種                                                 | 開発元              | 発売元                          | メディア                | 型式          | 売上本数 | 備考                  |
| --- | ---------------------------------------------------------------------------- | ----------------------------------- | -------------------------------------------------------- | ------------------- | ------------------------------- | ----------------------- | ------------- | -------- | --------------------- |
| 1   | マスターオブモンスターズ                                                     | 1988年12月                          | X1                                                       | システムソフト      | システムソフト                  | フロッピーディスク      | -             | -        |                       |
| 2   | マスターオブモンスターズ                                                     | 1989年9月                           | PC-9801VM・UV以降                                        | システムソフト      | システムソフト                  | フロッピーディスク      | -             | -        |                       |
| 3   | マスターオブモンスターズ                                                     | 1989年                              | MSX2+                                                    | システムソフト      | システムソフト                  | フロッピーディスク      | -             | -        |                       |
| 4   | マスターオブモンスターズ                                                     | 1991年2月15日                       | PCエンジンCD-ROM2                                        | マイクロキャビン    | マイクロキャビン                | CD-ROM                  | MCCD0002      | -        |                       |
| 5   | マスターオブモンスターズ                                                     | 1991年7月26日 1991年11月            | メガドライブ                                             | イスコ オペラハウス | 東芝EMI レノベーション          | 4メガビットロムカセット | T-63013 49156 | -        |                       |
| 6   | マスターオブモンスターズ 〜ネオジェネレーションズ〜                          | 1996年10月26日                      | セガサターン                                             | システムソフト      | 東芝EMI                         | CD-ROM                  | T-6301G       | -        |                       |
| 7   | マスターオブモンスターズ〜暁の賢者達〜 Master of Monsters: Disciples of Gaia | 1997年7月31日 1998年 1998年10月13日 | PlayStation                                              | システムソフト      | 東芝EMI                         | CD-ROM                  | SLPS-00916    | -        |                       |
| 8   | Major Wave シリーズ マスターオブモンスターズ〜暁の賢者達〜                   | 2000年6月29日                       | PlayStation                                              | システムソフト      | ハムスター                      | CD-ROM                  | SLPM-86542    | -        | PlayStation版の廉価版 |
| 9   | マスターオブモンスターズ                                                     | 2004年11月21日                      | Windows                                                  | システムソフト      | システムソフト(プロジェクトEGG) | ダウンロード            | -             | -        | PC-8801版の移植       |
| 10  | マスターオブモンスターズ〜暁の賢者達〜                                       | 2008年3月21日                       | PlayStation 3 PlayStation Portable (PlayStation Network) | システムソフト      | ハムスター(ゲームアーカイブス)  | ダウンロード            | -             | -        | PlayStation版の移植   |
| 11  | マスターオブモンスターズ                                                     | 2013年3月5日                        | Windows                                                  | システムソフト      | システムソフト(プロジェクトEGG) | ダウンロード            | -             | -        | MSX2版の移植          |

PC-9800シリーズ版
- オリジナルであるPC-8800シリーズ版が陣営色単色による表現だったのに対し、PC-9800シリーズ版ではユニットの戦闘シーン用グラフィックが向上した。
- キャンペーンシナリオが追加された（使用可能なマスターはウォーロックのみ）。
- LV4の進化をするユニットが登場した（ドラゴン〈LAW〉→ラージドラゴン〈LAW〉→ファイヤードラゴン→キングドラゴン）
- サモナーの第二武器は他のマスターと同様に魔法になった。
- モンスターが進化しても召喚できる種類はそのままLV1のままになった。キャンペーンシナリオではモンスターそのものを引き継ぎ、配置するコマンドが追加された。

MSX2版
解像度が横256ピクセル（screen5と呼ばれる）となり、同時発色数が8色から16色へと倍増した。また、PC-8800シリーズ版ではファンクションキーコマンドが表示されなかったのに対し、画面レイアウトの改良によりファンクションキーコマンドが常時表示されるようになった。
一方で、発売当時は漢字ROMもまだ一般的ではなかったため、文字表記は全てひらがな及びカタカナに改められており、それに伴い一部表記の変更（天使→エンジェルなど）がなされている。
PCエンジンCD-ROM2
マイクロキャビンより発売。オリジナルとはモンスターの進化が異なる、精霊の攻撃は格闘攻撃で反撃されやすいなどの違いがある。
メガドライブ版
東芝EMIより発売。松尾早人、崎元仁によるBGMが追加され、キャンペーンが2本同梱されている。グラフィックも大幅に強化された。モンスターの名前がオリジナルと一部入れ替わっている。モンスターが進化しても召喚可能モンスターは進化前のままであり、モンスターを大事に使っていく必要がある。そのため、終盤のマップで進化後のモンスターが失われると手詰まりに陥る危険性があり、ゲームバランスはシビアになっている。
セガサターン版
東芝EMIよりセガサターンで発売。マスターは6人から選べる。ストーリー性と武具は無いが、システムは『2』に近い。特に人間系モンスターの進化過程が複雑で、またモンスターの融合も行える。

## スタッフ
メガドライブ版
- エグゼクティブ・プロデューサー：ながしまたかひこ
- プロデューサー：大橋良彦
- ディレクター：かつらゆたか
- サウンド・プロデューサー：すぎやまこういち
- サウンド：松尾早人、崎元仁
- 企画：おはらひでふみ
- プログラマー：もりしまなおき、藤原博之、三木暁
- グラフィック：赤木広司、ぐんじあつひろ、たかぎけん、よしむらきよと、なかやまたく、よしだれいこ
- マニュアル：さとうぜんいち、なかがわみき

## 評価
PCエンジンCD-ROM²版
ゲーム誌『ファミコン通信』の「クロスレビュー」では合計26点（満40点）、『PC Engine FAN』の読者投票による「ゲーム通信簿」での評価は以下の通りとなっており、21.23点（満30点）となっている。また、この得点はPCエンジン全ソフトの中で227位（485本中、1993年時点）となっている。
| 項目 | キャラクタ | 音楽 | 操作性 | 熱中度 | お買得度 | オリジナリティ | 総合  |
| 得点 | 3.87       | 3.57 | 3.23   | 3.64   | 3.38     | 3.53           | 21.23 |

『月刊PCエンジン』では80・95・75・90・80の平均84点（満100点）。レビュアーは操作面はI、IIボタンの役割などいまいち整理されておらず最初はとっつきにくいがSLGとしてはしっかりした出来で安心して遊べ完成度が高い、戦闘のグラフィックは結構綺麗、思考が早い、充実したオプション、システムはわかりやすくユニットの変身や成長は評価点、キャンペーンモードもあり気合を入れれば十分にのめり込めるとし、システム面やRPG仕立てなため初心者でもすんなり入りこめ楽しめるとした者と画面にギッシリ数値が並ぶため初心者受けしにくいかもしれず中級者以上にお勧めだとする者で分かれ、キャラリストなどもう少しユーザーフレンドリーであって欲しかった、スクロールがもう少しスムーズであって欲しかった、ヘックス画面の揺れで酔ってしまう、ミニマップがもう少し大きければ全戦線で戦略が立てやすかったとした。
メガドライブ版
ゲーム誌『ファミコン通信』の「クロスレビュー」では合計で29点（満40点）、『メガドライブFAN』の読者投票による「ゲーム通信簿」での評価は以下の通りとなっており、20.61点（満30点）となっている。
| 項目 | キャラクタ | 音楽 | 操作性 | 熱中度 | お買得度 | オリジナリティ | 総合  |
| 得点 | 3.80       | 3.44 | 3.13   | 3.55   | 3.17     | 3.52           | 20.61 |

## 続編

### マスターオブモンスターズシリーズ
マスターオブモンスターズ2（1991年3月）

マスターオブモンスターズファイナル（1992年12月）

マスターオブモンスターズ魔道王の試練（1997年3月）

マスタージアーク（1997年12月）
真マスターオブモンスターズ Final（1999年10月）

マスターオブモンスターズIII（2003年）
Windows 98以降対応。ゲーム画面はDirectXによる全画面。地形に高さの概念が導入され、鳥瞰図で表現されるようになった。特殊なスキルを持つモンスターが非常に多くなり、基本的な展開は、数頼みの肉弾戦から、まるで将棋のような綱渡りの頭脳戦となった。本作からは召喚ゲートの概念が導入された。マップ開始時には（例外はあるが）弱いモンスターしか召喚できないが、ターンが進むにつれゲートが拡がり、強いモンスターを召喚できるようになる。すなわち、強いモンスターだけで軍団を編成すると、各マップの序盤が立ちゆかないこととなる。これに付随し、本作からはモンスターを「進化」させるだけではなく「特化」させる事も可能となり、進化させず召喚コストの低いままモンスターを強化していくことも可能となっている。また、新しい系統のモンスターの召喚や大魔法の修得には、マスターをレベルアップさせ、ポイントを割り振り、技能を開発していく必要がある。
マスターオブモンスターズ4〜光と闇の争覇〜
基本的なシステムは『III』と同様。ストーリー性が重視され、3人のマスターを交代で使って前進していく形態となっている。
マスモンKIDS
東芝EMIよりPlayStationで発売。キャラクターが2頭身になっている。のちにハムスターから廉価版が発売された。
真・マスターオブモンスターズFinal EX～無垢なる嘆き、天冥の災禍～（2010年8月19日）
PlayStation 2、PlayStation Portable用ソフトとして発売。
Master of Monsters WEB
PCオンラインゲーム。
エムゲームが開発・運営していたブラウザゲーム。YAHOOモバゲーで稼働していたが、2016年現在は終了している。
スマートフォンアプリとしてGoogle Play版のみ稼働している。

### ファンタジーナイトシリーズ
ファンタジーナイト（1987年11月）
PC9801用ソフトとして発売、マスターオブモンスターシリーズを含めた最初の作品となった。大戦略のユニットをファンタジーに登場する騎士やドラゴン等に置き換えたものであり、大戦略と同様に10ユニットからなる部隊（ミドルドラゴンやラージドラゴンといった一部のユニットにはレベルアップして巨大な1部隊1ユニットになるものがあった）を駆使して敵領地を占領するゲームである。
ファンタジーナイトII（2006年5月11日）
Windows 98以降対応。460x340ヘクス（156400ヘックス）のマップ上で5つの国家のから1つを選び、その指揮官となる。また3人の王女からプレイヤーが仕える王女を選ぶ。それぞれの王女にはロー、カオス、ニュートラルの属性があり、またプレイヤーは王女の発する気まぐれな命令に従わなければならず、信頼が低下すると解雇されることもある。